# Пареси (язык)
Пареси (Parecís, Arití, Paressí, Paresí, Pareás, Porçoes; самоназвание — Paresi-Haliti или Haliti-Paresi) — аравакский язык народа пареси, проживающего на западе штата Мату-Гросу в Бразилии.
Число носителей языка — приблизительно 1800 человек (90% народа пареси). Среди большей части носителей наблюдается языковой сдвиг в сторону португальского языка.

## Генеалогическая и ареальная информация
Пейн (1991) относит пареси к центральной ветви аравакской семьи, основывая классификацию на сохранении лексики гипотетического прааравакского языка. Однако в более поздних работах, начиная с Айхенвальд (1999), пареси выделяется в группу пареси (пареси-саравека) ветви пареси-шингу южной подсемьи аравакских языков.
Пареси очень похож на мёртвый язык саравека, входящий в ту же языковую группу. Брандан и Факундес (2007) выдвигают предположение об объединении пареси и энавене-наве в одну подгруппу на основании большого числа сходных пар слов в этих языках, однако отмечают его предварительный характер и необходимость проведения более подробного 
сравнительного анализа.
Пареси распространён на 9 индейских территориях Бразилии (Rio Formoso, Utiariti, Estação Parecis, Estivadinho, Pareci, Juininha, Figueira, Ponte de Pedra и Uirapuru). В работе Силвы (2009) выделяется два диалекта пареси: вариант большинства, соотносимый с социальной группой козарене, и вариант меньшинства, группы ваймаре. В настоящее время, в связи со смешанными браками представителей разных групп народа пареси, диалекты распределяются географически: на варианте меньшинства говорят в деревне Бакавал, на варианте большинства — во всех остальных деревнях. Некоторые носители выделяют третий диалект — кашинити, который на данный момент практически вымер. Также существует особый регистр языка пареси, используемый только в формальных речевых актах. В качестве примера можно привести слова menetse и anakitxihore ‘анаконда’, где первое слово — обычный вариант, второе — ритуальный.

## Социолингвистическая информация
С конца 18-го века народ пареси находился под сильным социокультурным влиянием португальских колонизаторов. Пареси подвергались насильственной эксплуатации, культурному и языковому подавлению. Народ пареси был разделён на 3 основных подгруппы: кашинити, ваймаре и козарене. Большая часть кашинити и ваймаре была обращена в рабство или отправлена в миссионерские католические школы, что привело к утере культурных особенностей и вытеснению языка пареси португальским среди представителей этих групп. Козарене, в свою очередь, сохранили культурные традиции и обряды и продолжают использовать язык пареси.
По состоянию на 2014 год число носителей пареси составляет примерно 1800 человек. Язык пареси находится в наиболее тесном контакте с бразильским португальским: большинство носителей пареси являются билингвами, хотя это явление приобрело распространение только с недавнего времени. На данный момент пареси слабо взаимодействует с португальским: заимствования ограничиваются содержательной лексикой культурного и функционального характера, однако в будущем в языке можно ожидать серьёзные структурные изменения.
Пареси находится под угрозой исчезновения в силу недостаточной передачи языка молодому поколению и малого числа носителей. Несмотря на активное использование пареси в бытовом общении, носители вынуждены переходить на государственный португальский язык при выходе в город и взаимодействии с бразильским обществом, что постепенно приводит к языковому сдвигу.
С 1990 года в школах появились программы билингвального обучения на пареси и португальском. В рамках таких программ преподаётся письмо и мифология пареси, однако основное внимание уделяется изучению португальского.

## Фонология

### Согласные
Система согласных пареси состоит из 14 согласных фонем и 3 дополнительных маргинальных согласных фонем. Маргинальные фонемы /lʲ/, /t͡ʃ/ и /ʃ/ имеют ограниченную дистрибуцию и многими исследователями пареси выделяются как аллофоны фонем /l/, /t͡s/ и /θ/ соответственно. Однако существуют языковые примеры, опровергающие данную точку зрения: фонема /lʲ/ встречается в позициях после [a] ([alʲako] ‘где’) при стандартной палатализации после [i]; /t͡ʃ/ встречается в позициях перед [a] ([t͡ʃabidawata] ‘глотать’) при стандартной нейтрализации перед [i]; для /ʃ/ и /θ/ выделяется минимальная пара [ʃana] ‘пчела’ и [θana] ‘генипа (плод)’. Ограниченная дистрибуция данных фонем может быть признаком их недавней фонемизации в пареси.
|                           | Губно-губные | Губно-зубные | Зубные | Альвеолярные | Палато-альвеолярные | Палатальные | Велярные | Глоттальные |
| ------------------------- | ------------ | ------------ | ------ | ------------ | ------------------- | ----------- | -------- | ----------- |
| Носовые                   | m            |              |        | n            |                     |             |          |             |
| Взрывные                  | b            |              |        | t            | tʲ                  |             | k        |             |
| Фрикативы                 |              | f            | θ      |              | (ʃ)                 |             |          | h           |
| Одноударные               |              |              |        | ɾ            |                     |             |          |             |
| Аппроксиманты             | w            |              |        |              |                     | j           |          |             |
| Латеральные аппроксиманты |              |              |        | l            | (lʲ)                |             |          |             |
| Аффрикаты                 |              |              |        | t͡s           | (t͡ʃ)                |             |          |             |

### Гласные
Система гласных пареси состоит из 4 гласных фонем и 2 дополнительных маргинальных гласных фонем. Назализованные долгие пары /ĩː/ и /ẽː/ к фонемам переднего ряда /i/ и /e/ не выделяются Брандан (2014) как полноценные фонемы: в контекстах назализованные гласные либо находятся в дополнительном распределении с неназализованными, либо выражают несущественные смысловые различия (например, указание физического расстояния между говорящим и референтом).
В пареси наблюдается явление риноглоттофилии: глухой глоттальный фрикатив /h/ на конце слова оказывает на предшествующий и последующий гласный воздействие, схожее с назализацией. Спонтанная назализация связана с открытым состоянием глоттиса при произнесении [h] или придыхательной фонации.
|         | Передние   | Средние | Задние |
| ------- | ---------- | ------- | ------ |
| Верхние | /i/ (/ĩː/) |         |        |
| Средние | /e/ (/ẽː/) |         | /o/    |
| Нижние  |            | /a/     |        |

## Типологическая характеристика

### Тип выражения грамматических значений
Пареси относится к преимущественно синтетическим языкам: большая часть грамматических значений выражается с помощью аффиксов. Некоторые значения, например, связанные с модальностью и подчинением, могут выражаться аналитически — частицами, являющимися фонологически независимыми словами.
| (1) | wi-tyotya                                  | kahare-hena | kalore | n-amaiko-hare-ta           | haiya | zowakiya    | kala |
|     | 1PL-вымирать                               | много-TRS   | много  | 1SG-быть.грустным-MASC-IFV | IND   | в это время | DUB  |
|     | ‘Мы вымираем, и иногда мне очень грустно.’ |             |        |                            |       |             |      |

### Характер границы между морфемами
Пареси относится к агглютинативным языкам: слова языка состоят из нескольких морфем с чёткими границами (отсутствуют фузии).
| (2) | Boneca                                | ha-maza-halo-ne             | Ø-tekoa     | Ø-zane   |
|     | PN                                    | 3SG-быть.ленивым-FEM-POSSED | 3SG-убегать | 3SG-идти |
|     | ‘Бонека была ленивой, и она сбежала.’ |                             |             |          |

### Локус маркирования

#### Именная группа
В пареси выделяются 2 типа существительных, которые могут входить в посессивную именную группу: неотчуждаемые, всегда имеющие выраженного грамматически посессора, и отчуждаемые, грамматическое выражение посессора при которых не является обязательным. Отчуждаемые существительные на морфологическом уровне маркируются сильнее, чем неотчуждаемые. 
В посессивной именной группе наблюдается вершинное маркирование. Неотчуждаемые существительные в посессивных ИГ могут в зависимости от посессора иметь форму без морфем, явно указывающих на посессивность, однако это не является исключением из общего правила: при отсутствии посессора существительные данного класса получают особый непосессивный аффикс -ti. В общем случае в посессивной ИГ на первое место ставится обладатель (зависимое), на второе — обладаемое (вершина).
Пример с неотчуждаемым существительным в вершине ИГ: 
| (3) | Mazazalane           | tsiri  |
|     | Мазазалане           | голова |
|     | ‘Голова Мазазалане.’ |        |

Пример с отчуждаемым существительным в вершине ИГ:
| (4) | hoka                                             | hatyo | atyo | haliti       | zaolo-ne             | owene |
|     | CON                                              | это   | TOP  | народ.пареси | головной.убор-POSSED | там   |
|     | ‘Это настоящий головной убор народа пареси там.’ |       |      |              |                      |       |

#### Предикация
В предикации наблюдается вершинное маркирование: актанты не имеют грамматических показателей падежа, глагол отражает лицо и число субъекта, но не содержит информации об объекте. Синтаксические роли выводятся из семантики предложения или, в ситуациях неоднозначности, определяются базовым порядком слов.
| (5) | sarampo             | Ø-aitsa   | zoima-halo-ti-nae     |
|     | корь                | 3SG-убить | ребёнок-FEM-UNPOSS-PL |
|     | ‘Корь убила детей.’ |           |                       |

### Тип ролевой кодировки
Пареси характеризуется директной стратегией ролевой кодировки: все 3 актанта в клаузе никак не маркируются, так как в языке отсутствуют падежи для выражения субъекта и прямого объекта действия.
Клауза с активным и пассивным актантами:
| (6) | Paula                         | iyakani-ti         | Ø-hotikitsa  |
|     | Паула                         | изображение-UNPOSS | 3SG-показать |
|     | ‘Паула показала изображения.’ |                    |              |

Клауза с активным актантом:
| (7) | Paula                          | tsehali | henetse | Ø-tona     |
|     | Паула                          | камень  | в.центр | 3SG-ходить |
|     | ‘Паула прошла к центру камня.’ |         |         |            |

Клауза с пассивным актантом:
| (8) | no-zaotsehaliti-ri | kalore-ta    |
|     | 1SG-рана-POSSED    | большой-PROG |
|     | ‘Рана большая.’    |              |

### Базовый порядок слов
Базовый порядок слов — SOV. В текстах можно встретить 4 различных порядка слов (SOV, SVO, OSV и OVS), что говорит о возможности инверсии в языке, однако SOV является наиболее частотным и определяющим интерпретацию в семантически неоднозначных предложениях, где грамматические роли нельзя вывести из контекста.
Пример с определением ролей по базовому порядку слов в клаузе:
| (9) | kokoi                                            | owi  | Ø-tyaloka   |
|     | ястреб                                           | змея | 3SG-укусить |
|     | ‘Ястреб укусил змею.’ / *‘Змея укусила ястреба.’ |      |             |

Пример с определением ролей по семантике клаузы:
| (9) | balazoko                                                | ena     | Ø-waiya    |
|     | бутылка                                                 | мужчина | 3SG-видеть |
|     | ‘Мужчина увидел бутылку.’ / *‘Бутылка увидела мужчину.’ |         |            |

## Языковые особенности

### Фонетика
Структура слога в пареси — (C)V(V), где C — согласный, V — гласный звук. В языке засвидетельствованы слоги типа CV, CVV, VV, и V. Полугласные /w/ и /j/ встречаются в сочетаниях с гласными типа wV и jW.
Словесное ударение в пареси выделяет границы слов и в основном ставится на предпоследний слог (без учёта некоторых проклитик, префиксов и суффиксов, ударение на которые не ставится). В словах с количеством слогов более трёх ставится побочное ударение на второй предшествующий ударному слог. Исключениями при постановке ударения являются переходы ударения под влиянием количественного веса на последний или третий слог с конца типа CVV (например, ferakoa [fe.ra.'koa] ‘утром’, kaimare ['kai.ma.re] ‘луна’), слова со смыслоразличительным ударением (например, [ˈko.re] ‘опоссум’ и [ko.'re] ‘стрела’) и некоторые другие слова (например, ezanene [ˌe.ða.ne.'ne] ‘муж’).
В пареси наблюдается гармония гласных на стыках морфем. Фонема /e/ переходит в /i/ в двух случаях: в конце корня или суффикса перед суффиксом с /i/ и в проклитике e перед корнем, начинающемся с /i/ или палатализованного согласного.
В сравнении с другими аравакскими языками, фонологическая система гласных пареси достаточно бедная. Долгота в пареси является скорее маргинальным, нежели чем дифференциальным признаком, и распространяется не на все гласные. 

### Морфология
Набор аффиксов в пареси ограничен: в языке есть 4 префикса и 14 суффиксов. Префиксы в основном присоединяются к глаголам; при присоединении к существительным образуют предикаты статичного состояния. По возможности присоединяться к различным частям речи аффиксы делятся на 2 группы: именные и глагольные.
Пареси утратил категорию рода, наблюдаемую в большинстве других аравакских языков. Следы присутствия данной категории в языке наблюдаются в субстантивированных существительных.
В пареси присутствуют энклитики двух видов: личные энклитики, выражающие лицо и число, и энклитики клауз. В языке также присутствуют послелоги, выражающие периферийные грамматические значения. В других аравакских языках послелоги отсутствуют: их место занимают маркеры косвенных падежей. Послелоги выражают значения инструментатива, комитатива, датива, а также разнообразные пространственные значения.

### Числительные
Числительные от 1 до 4 выражаются самостоятельными лексемами:
| Числительное | Пареси    |
| ------------ | --------- |
| 1            | hatita    |
| 2            | hinama    |
| 3            | hanama    |
| 4            | zalakakoa |

| (10) | hinama-li                    | ala | konare    | Ø-noloka   |
|      | два-CLF:круглый              | FOC | рыба.кара | 3SG-тянуть |
|      | ‘Она поймала две рыбы кара.’ |     |           |            |

Существительные в словосочетании с числительным не получают аффикс множественного числа -nae. Числительные предшествуют определяемому существительному. Для числительных больше пяти используется пятеричная система счисления, использующая для обозначения числа части тела: руки, ноги и пальцы. Некоторые примеры (приведено несколько региональных вариантов):
| Числительное | Пареси                                                        | Перевод (дословный)                                          |
| ------------ | ------------------------------------------------------------- | ------------------------------------------------------------ |
| 5            | hakahe hamaniya kahiti halakoa kahiti                         | одна рука одна сторона руки                                  |
| 7            | hakahe hinamahi takoa halakoa kahiti takoa hinama kahiti hiye | одна рука, два пальца подняты одна сторона руки и два пальца |
| 10           | hinama kahe hinama maniya kahiti mainikere kahiti             | две руки две стороны рук две целых руки                      |

| (11) | ha-maniya                       | kahi-ti     | ohiro   | taita  | ityani    |
|      | один-сторона                    | рука-UNPOSS | женщина | только | сын, дочь |
|      | ‘Пять дочерей, только женщины.’ |             |         |        |           |

Португальские числительные могут заменять исконные числительные пареси в речи, что чаще всего наблюдается для числительных больше четырёх.

### Классификаторы
В пареси присутствуют классификаторы грамматических имён, выполняющие преимущественно деривационные и анафорические функции. С точки зрения семантики классификаторы описывают общие физические свойства объекта, такие как форма, объём и консистенция.
В отличие от многих других языков Амазонии, классификаторы пареси не являются обязательными при согласовании существительного с определением, тем самым имея маргинальное значение в этом отношении. Система классификаторов пареси отлична от наблюдаемых в других языках Амазонии и своим размером: в пареси присутствует только 11 классификаторов, составляющих закрытый класс, тогда как в других языках региона их количество исчисляется несколькими десятками.

## Список сокращений
| 1, 2, 3 (перед SG, PL) | первое, второе, третье лицо     |
| SG                     | единственное число              |
| PL                     | множественное число             |
| MASC                   | мужской род                     |
| FEM                    | женский род                     |
| TRS                    | переход в новое состояние       |
| IFV                    | несовершенный вид               |
| PROG                   | прогрессив (несовершенный вид)  |
| DUB                    | дубитатив                       |
| PN                     | имя собственное                 |
| IND                    | неопределённое местоимение      |
| POSSED                 | имеющий обладателя              |
| UNPOSS                 | не имеющий обладателя           |
| CON                    | коннектор                       |
| TOP                    | топик (тема)                    |
| FOC                    | фокус                           |
| CLF:круглый            | классификатор (круглые объекты) |
| ИГ                     | именная группа                  |